# Metaphrenon
Metaphrenon är ett släkte av skalbaggar. Metaphrenon ingår i familjen långhorningar.
Kladogram enligt Catalogue of Life:
| Metaphrenon | \| \| Metaphrenon impressicolle \| \| \| \| \| \| Metaphrenon lucidum \| \| \| \| |
|             | \| \| Metaphrenon impressicolle \| \| \| \| \| \| Metaphrenon lucidum \| \| \| \| |
|             | Metaphrenon impressicolle                                                         |
|             |                                                                                   |
|             | Metaphrenon lucidum                                                               |
|             |                                                                                   |